# Zelia metalis
Zelia metalis är en tvåvingeart som först beskrevs av Henry J. Reinhard 1946.  Zelia metalis ingår i släktet Zelia och familjen parasitflugor. Inga underarter finns listade i Catalogue of Life.